# Kalchreuth
Kalchreuth település Németországban, azon belül Bajorországban. Lakosainak száma 3033 fő (2023. december 31.). Kalchreuth Eckental, Uttenreuth és Heroldsberg községekkel határos.

## Népesség
A település népessége az elmúlt években az alábbi módon változott:
| Lakosok száma | 980  | 1564 | 1817 | 2314 | 2915 | 2921 | 2931 | 2964 | 3061 | 3033 |
|               | 1875 | 1950 | 1975 | 1987 | 2012 | 2014 | 2016 | 2017 | 2021 | 2023 |